# Mustafa Koçak
Mustafa Koçak (Turquia, 1992 o 1993 - província d'Esmirna, 24 d'abril de 2020) fou un músic i activista polític turc, cantant del grup musical Grup Yorum. Morí el 297è dia de vaga de fam, quan exigia «el dret a un judici just», després de ser condemnat a cadena perpètua agreujada acusat de segrest i militància en organització terrorista. Fou la segona persona que morí de vaga de fam a Turquia en el darrer mes, quan Helin Bölek, cantant del mateix grup musical, traspassà al 288è dia de protesta.

## Trajectòria
L'any 2017 fou detingut i ell mateix manifestà que en els interrogatoris havia patit tortura física i psicològica, així com amenaces de violació a la seva germana embarassada en cas de negar-se a donar informació, xantatge al qual no cedí. El juliol de 2019, juntament amb els seus companys de grup com ara Helin Bölek i Ibrahim Gökçek, inicià al centre penitenciari on estava reclòs una vaga de fam a base d'aigua ensucrada per a exigir «el dret a un judici just». Aquell mateix mes fou condemnat a cadena perpètua agreujada, és a dir sense perspectiva de llibertat condicional, malgrat que la defensa esgrimí poca concreció d'evidències. Els delictes pel que fou condemnat estigueren relacionats amb la seva participació en el segrest del fiscal Mehmet Selim Kiraz, així com per formar part del Partit/Front Revolucionari d'Alliberament Popular (DHKP/C), considerat una organització terrorista per l'Estat turc. L'acusació es basà en el testimoni d'un informador governamental, Berk Ercan, les proves del qual s'utilitzaren per a empresonar almenys 346 persones relacionades amb protestes antigovernamentals.
El 19 març de 2020 amistats vinculades al grup musical presentaren un recurs d'urgència contra les «greus tortures» a la presó de Şakran i el trasllat forçós a la presó de Kırklar a la que es veié sotmès. Com a protesta pel canvi, aguditzà la vaga de fam amb un dejuni fins a la mort. De fet, pocs dies abans, el reclús manifestà al seu advocat que el 13 de març fou obligat a menjar per la força, forçat a orinar-se a sobre davant la prohibició d'anar al lavabo i agredit sexualment amb un tronc embolicat de cordes, múltiples manilles de mans i peus, i materials diversos introduïts a la boca per a evitar que cridés. Morí el 24 d'abril de 2020 a la presó de Kırklar (Esmirna), als 28 anys, quan es complia el 297è dia de protesta, tal com confirmaren per xarxes socials els representants de l'Oficina de Dret Popular (HHB). Aquell mateix dia s'oficià el funeral al cemevi (recinte de culte alevi) del barri de Gazi, situat al districte de Sultangazi d'Istanbul, reconegut com una de les barriades més comunistes de la ciutat i per donar un alt suport al DHKP/C. Entre els participants a la cerimònia hi hagué els diputats del Partit Democràtic del Poble (HDP) Züleyha Gülüm i Musa Piroğlu.
Koçak era un dels tants membres del grup de música folk Grup Yorum, fundat a Istanbul l'any 1985. S'han destacat per les seves lletres socialistes i antiimperialistes, així com per combinar la música tradicional kurda i turca, fent-se especialment populars a la dècada de 1990. Després de la temptativa de cop d'estat a Turquia de 2016, el govern d'Erdoğan inicià una onada repressiva contra el grup musical argumentant que tenia lligams amb el Partit/Front Revolucionari d'Alliberament Popular (DHKP/C), a qui el govern turc considera una organització terrorista. Concretament es realitzà l'arrest i la detenció dels seus membres, així com la prohibició de concerts de la banda pel contingut socialista de les seves cançons, sumant un total de 30 detencions i 10 registres al centre cultural Idil en tres anys, succeïts als mesos d'octubre i novembre de 2016, maig i setembre de 2017 i octubre i novembre de 2018.